# Le Diable rose
Pour plus de détails, voir Fiche technique et Distribution.
Le Diable rose est une comédie érotique française réalisée par Pierre B. Reinhard, sortie en 1988.

## Synopsis
En 1944, un avion de combat britannique est abattu au-dessus des côtes normandes, les deux aviateurs sautent en parachute. La résistance reçoit l'ordre de les protéger. Ne sachant où les cacher, les maquisards demandent aux gérants du "Diable Rose", un établissement faisant cabaret et bordel de les accueillir. L'affaire se complique quand nous apprenons que la maison est fréquentée assidûment par un général allemand amoureux de la pensionnaire vedette Naska, puis quand une religieuse résistante doit à son tour être cachée. Pour tromper les Allemands, la bonne sœur doit jouer le rôle d'une prostituée. Mais les Allemands commencent à avoir des soupçons. En attendant que les Anglais soient pris en charge, la religieuse charme le général allemand tandis qu'un maquereau recruteur tente de débaucher l'adjointe du général. Après avoir couché avec la religieuse, le général revient au bordel. Naska, qui était en fait chef d'un réseau de résistance, tente de le distraire avec l'aide de Monsieur Maurice, le gérant du Diable rose, puis lui fait écouter les messages codés de la BBC pour détourner son attention, ce dernier les répète sans les comprendre jusqu'à ce qu'il prononce les vers de Verlaine annonciateurs du débarquement.

## Fiche technique
- Titre : Le Diable rose
- Réalisation : Pierre B. Reinhard
- Scénario : Pierre B. Reinhard, Jean-Philippe Berger
- Producteur : Jean-Claude Roy
- Conseiller artistique : Jean-Claude Roy
- Musique : Christian Bonneau
- Photographie : Pascal Caubère
- Durée : 85 minutes
- Date de sortie :
  - France : 12 janvier 1988

## Distribution
- Roger Carel : Général Von Goteborg
- Pierre Doris : Monsieur Maurice, le gérant du Diable rose
- Brigitte Lahaie : Naska / Lolita
- Marie-Christine Demarest : Madame Estelle, la mère maquerelle
- Mario Pecqueur : Charles Ascort, aviateur britannique
- Jean-Christophe Sylla : Michael Nightingale, aviateur britannique
- Angelica Barthe : lieutenant Schmitzelbrau, l'adjointe de Von Goteborg
- Marina Borringer : Niniche, la pensionnaire qui vient de Paris
- Jezabel Boisseau : sœur Gabrielle des anges de la congrégation des Bénédictes
- Frederic Éve : Gaston le souteneur
- Marc Henry : le milicien, fils de la châtelaine
- Jeanne Herviale : Clémentine, la cuisinière
- Anny Sénèque
- Gisèle Touret : Léonie, la châtelaine
- Michel Tugot-Doris : Robert, un résistant (comme Michel Tugot)
- Charles Varel
- Alain Aubert
- Emmanuelle Courroux
- Dominique Dalquie
- Nathalie Frieden
- Fabienne Pauly
- Yann

## Tournage
Le film a été tourné à Barfleur dans la Manche.

## Autour du film
- Le film a été réédité par René Château vidéo en 2006
- Brigitte Lahaie chante la chanson du film "Adieu, fais-toi putain" ainsi que "La petite tache noire", chansons dites de salle de gardes
- À la fin du film, la radio anglaise prononce les vers de Verlaine : « Les sanglots longs des violons de l'automne, blessent mon cœur d'une langueur monotone. » Ce code est effectivement celui qui annonçait l'imminence du débarquement.